# Acide perchlorique
L’acide perchlorique est un composé chimique de formule HClO4, où l'atome de chlore est à l'état d'oxydation +VII. C'est un oxoacide dont la force est comparable à celle d'acides forts tels que l'acide nitrique et l'acide sulfurique, ainsi qu'un agent oxydant. Il est utilisé notamment pour produire des perchlorates, principalement le perchlorate d'ammonium, qui entre dans la composition de propergols solides très utilisés en astronautique, notamment le PCPA. L'acide perchlorique est très corrosif et forme facilement des mélanges explosifs.

## Description
C'est un liquide incolore, un acide fort et un oxydant fort. Ses sels sont appelés les perchlorates. C'est la seule forme du chlore stable vis-à-vis de la dismutation en milieu basique avec l'ion chlorure. Il peut être déshydraté en anhydride perchlorique Cl2O7 très instable.

## Synthèse
On synthétise les ions perchlorates par oxydation électrochimique des ions chlorates et on obtient l'acide par action de l'acide sulfurique sur ses sels.

## Utilisations
Les perchlorates sont des composés importants en pyrotechnie en tant que transporteur d'oxygène dans les mélanges. L'acide perchlorique peut être utilisé comme contre ions en solution car la majorité de ses sels sont solubles dans l'eau ce qui limite les problèmes de précipitation.